# Nikołaj Jendakow
Nikołaj Michajłowicz Jendakow (ros. Николай Михайлович Ендаков, ur. 1909 w Kazaniu, zm. w lutym 1989 w rejonie domodiedowskim w obwodzie moskiewskim) – funkcjonariusz radzieckich organów bezpieczeństwa, pułkownik.

## Życiorys
Rosjanin, 1930 skończył technikum mechaniczne połączeń drogowych w Woroneżu, później pracował w zakładach parowozowych, technik kolejowy, od października 1931 do listopada 1932 odbywał służbę w Armii Czerwonej. Od sierpnia 1932 członek WKP(b), od listopada 1932 do października 1936 kolejno starszy praktykant i pomocnik pełnomocnika Wydziału Specjalnego OGPU przy Radzie Komisarzy Ludowych ZSRR, pełnomocnik ds. obsługi wielkich organizacji wojskowych i Wydziału Specjalnego Głównego Zarządu Bezpieczeństwa Państwowego, od października 1936 do lutego 1938 w Hiszpanii, od marca do września 1938 szef oddziału wydziału Zarządu II NKWD ZSRR. Od września 1938 do kwietnia 1940 szef oddziału Wydziału IV Głównego Zarządu Bezpieczeństwa Państwowego, równocześnie szef Wydziału Specjalnego NKWD 13 Armii, od 8 stycznia 1939 kapitan bezpieczeństwa państwowego, od kwietnia 1940 do lutego 1941 zastępca szefa Wydziału Specjalnego NKWD Orłowskiego Okręgu Wojskowego, w marcu-kwietniu 1941 szef Oddziału I Wydziału I Zarządu II NKGB ZSRR, od kwietnia do sierpnia 1941 szef Oddziału I Wydziału IV Zarządu II NKGB ZSRR. Od 12 sierpnia do 6 listopada 1941 szef Oddziału II Wydziału I Zarządu II NKWD ZSRR, od listopada 1941 do maja 1942 zastępca szefa Wydziału Ekonomicznego Zarządu NKWD obwodu nowosybirskiego, od maja 1942 do maja 1943 zastępca szefa Oddziału II Wydziału I Zarządu II NKWD ZSRR, 11 lutego 1943 awansowany na podpułkownika, a 16 kwietnia 1943 na pułkownika. Od 16 maja 1943 do 7 kwietnia 1944 szef Oddziału II Wydziału VI Zarządu II NKGB ZSRR, od 7 kwietnia 1944 do 13 lipca 1951 szef Zarządu NKGB/MGB obwodu Grozny, od lipca 1952 do września 1955 zastępca szefa Zarządu Ochrony MGB/Wydziału Transportu Drogowego/Zarządu MGB/Zarządu KGB Kolei Północnokaukaskiej, następnie zwolniony. Od listopada 1955 do stycznia 1959 na emeryturze, od stycznia 1959 do maja 1966 pełnomocnik Rady ds. Kultów Regionalnych przy Radzie Ministrów ZSRR na obwód rostowski, od września 1966 do grudnia 1967 ponownie na emeryturze, od grudnia 1967 do czerwca 1969 starszy pracownik naukowy rostowskiego obwodowego oddziału archiwów, następnie na emeryturze.

## Odznaczenia
- Order Czerwonego Sztandaru (dwukrotnie - 2 stycznia 1937 i 25 czerwca 1954)
- Order Wojny Ojczyźnianej I klasy (31 lipca 1944)
- Order Czerwonej Gwiazdy (dwukrotnie)
- Order „Znak Honoru” (20 września 1943)
- Medal „Za Odwagę” (8 marca 1944)
- Odznaka „Zasłużony Funkcjonariusz NKWD” (19 grudnia 1942)
- Odznaka „50 lat członkostwa w KPZR"

I 8 medali.